# Cronartium ribicola
Cronartium ribicola är en svampart som beskrevs av J.C. Fisch. 1872. Cronartium ribicola ingår i släktet Cronartium och familjen Cronartiaceae. Inga underarter finns listade i Catalogue of Life.
Æcidieformen av svampen, den så kallade blåsrosten (Peridermium), gör stor skada på weymouthtallen. Dess övriga utvecklingsstadier träffas på bladen av vinbär. Motsvarande värdväxling förekommer hos andra Cronartium-arter.

## Bilder

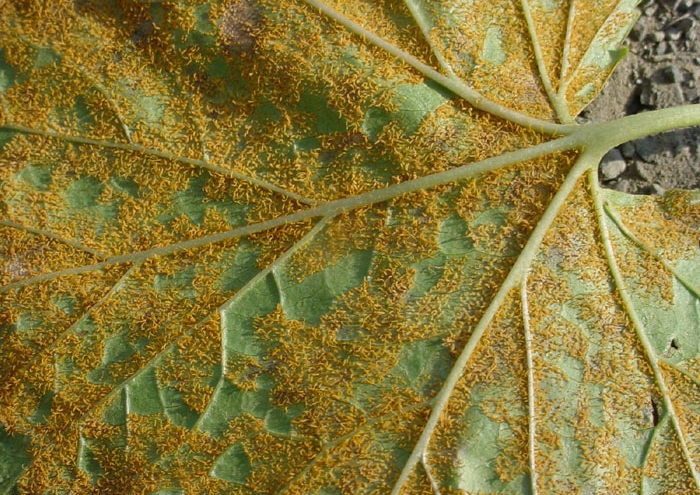
Cronartium ribicola på vinbärsblad.
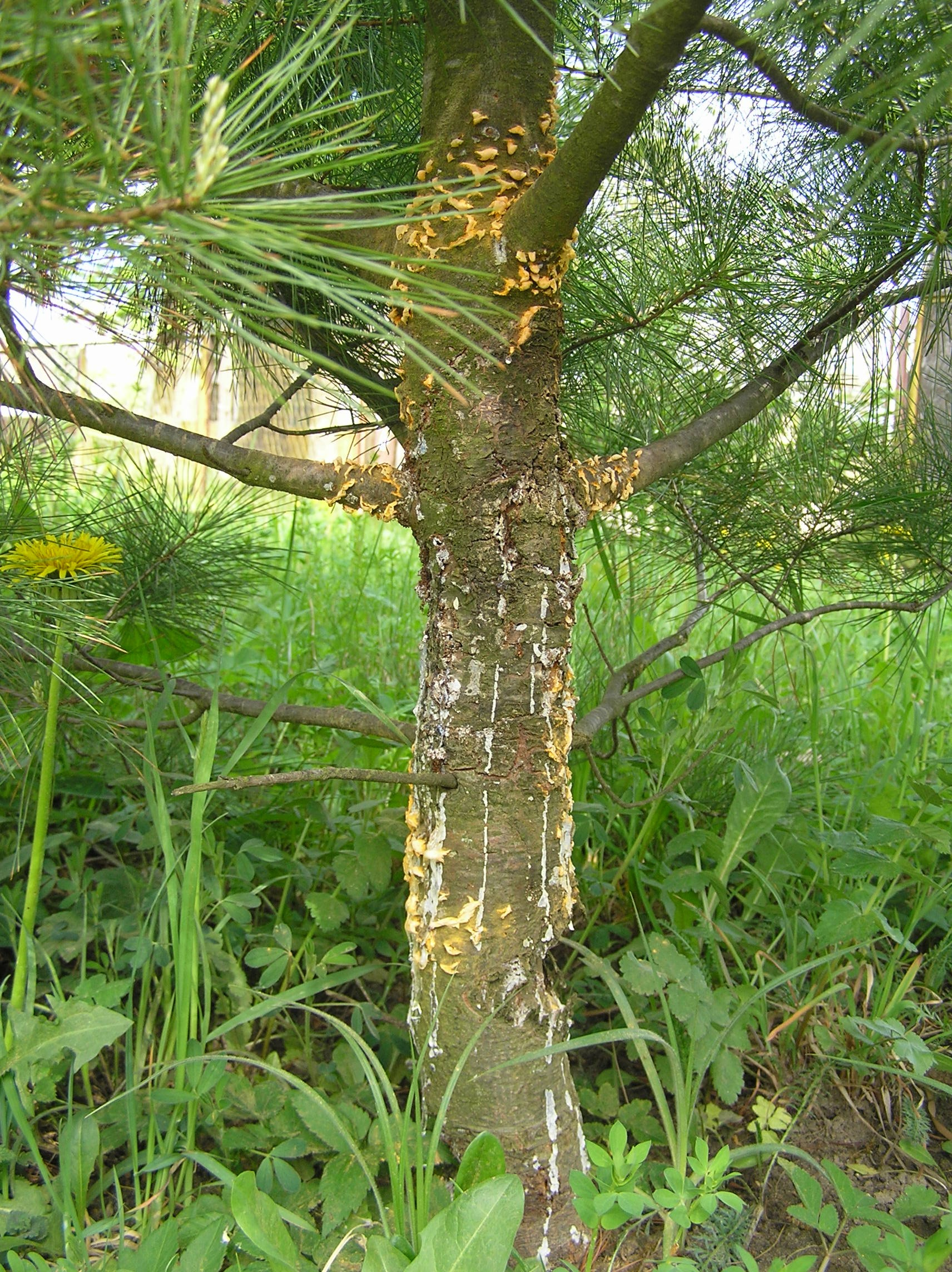
Angripen tall i Polen.
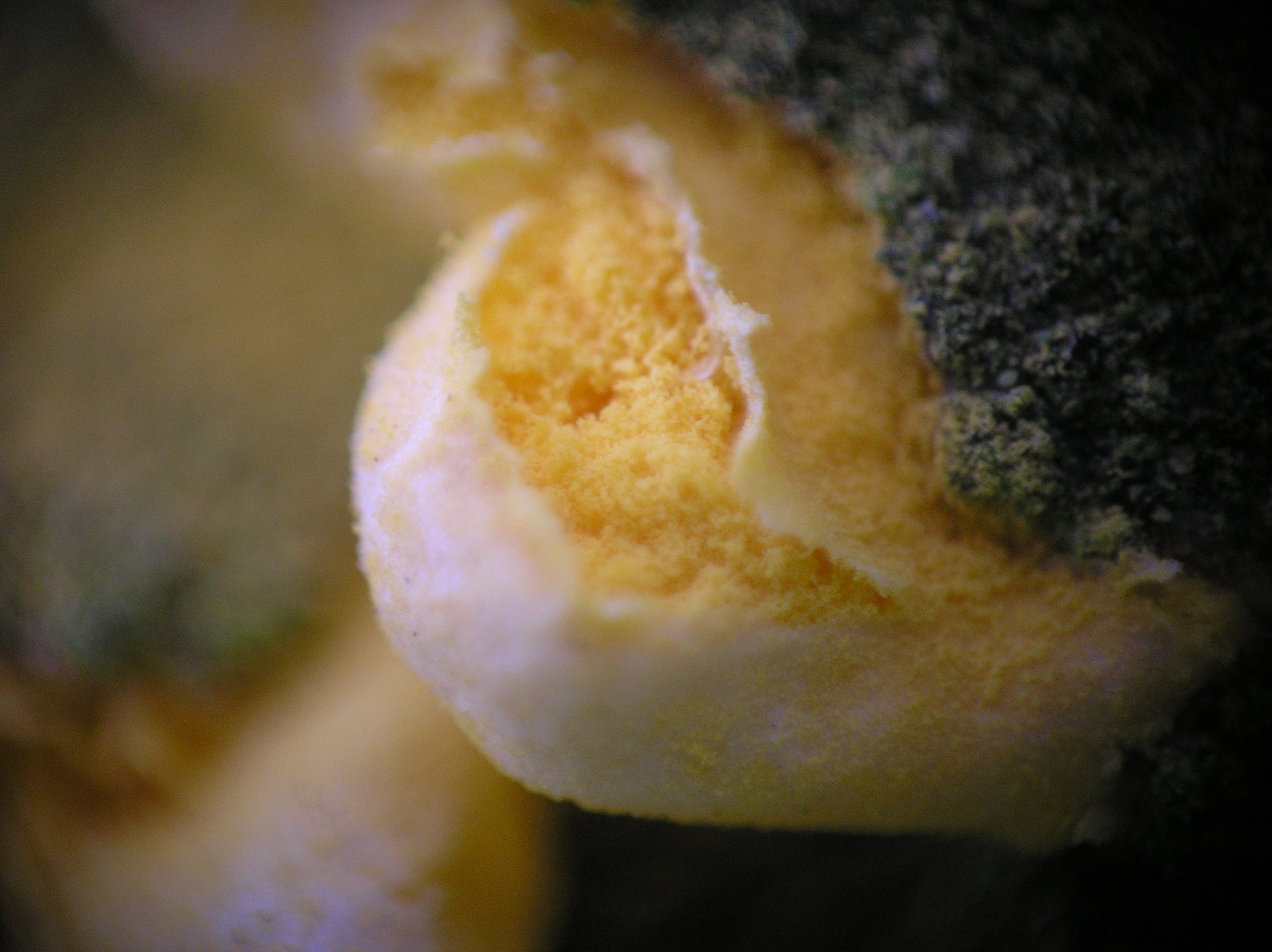
Bristande sporsäck.